# Primauté pontificale
Ne doit pas être confondu avec Primauté pétrinienne ou Infaillibilité pontificale.

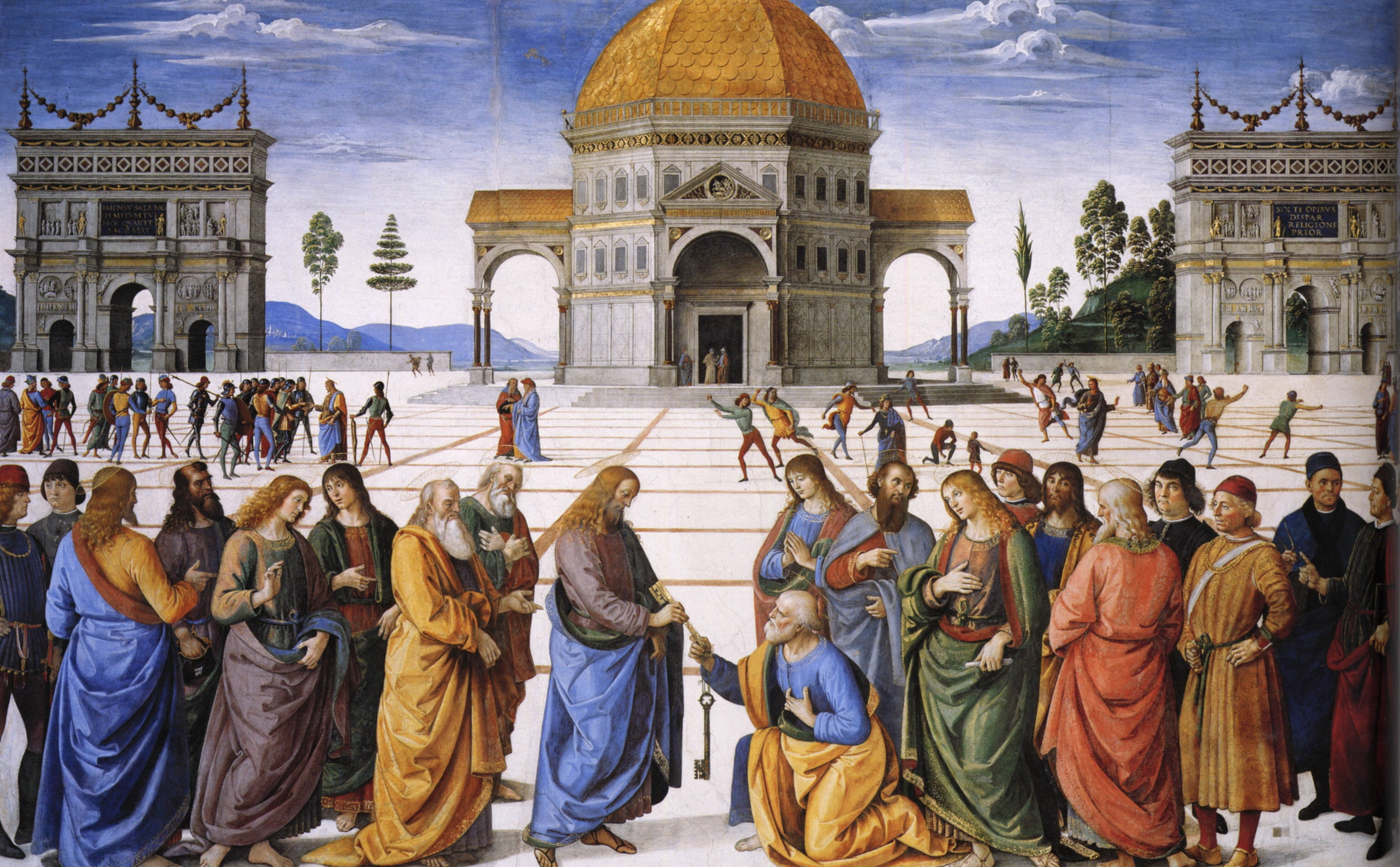
La Remise des clefs à saint Pierre, fresque du Pérugin, chapelle Sixtine, 1481.

La primauté pontificale est une doctrine « de foi » dans l'Église catholique. Cette notion théologique consiste à reconnaître le pape comme successeur de l'apôtre Pierre, aussi bien sur le siège épiscopal de Rome que comme chef du collège épiscopal.
Cette revendication de primauté, qui est pour l'Église catholique aussi bien d'honneur que de juridiction, est débattue depuis le christianisme primitif au sein même de l'Église latine au point d'y avoir généré des schismes à plusieurs reprises. Contestée par les Églises orthodoxes puis par celles issues de la Réforme, elle a en outre régulièrement constitué une pierre d'achoppement avec le pouvoir politique.

## Doctrine

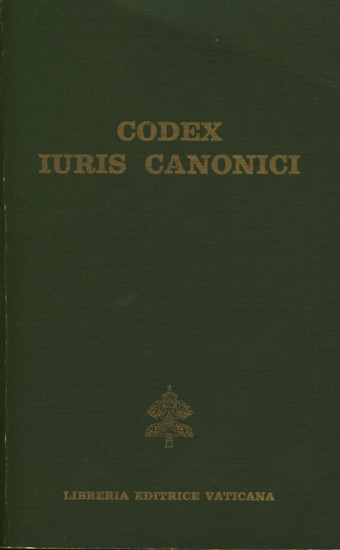
Couverture du Code de droit canonique de 1983.

La doctrine de l'Église catholique romaine sur la primauté pontificale est définie dans le code de droit canonique de 1983 qui reprend et complète en son canon 331 des positions déjà affirmées dans les constitutions dogmatiques Pastor Æternus (1870) et Lumen Gentium (1964). Après avoir rappelé que le pape porte « la charge que le Seigneur a donnée d'une manière singulière à Pierre, premier des Apôtres, et qui doit être transmise à ses successeurs » puis qu'il « est le chef du Collège des Évêques, Vicaire du Christ et Pasteur de l'Église tout entière sur cette terre » — ce qui établit la supériorité de l'évêque de Rome sur le concile œcuménique et sur le collège épiscopal —, le canon 331 définit la nature de la primauté pontificale.
Dans cette dernière définition en date, la primauté pontificale consiste ainsi en « un pouvoir ordinaire, suprême, plénier, immédiat et universel que [le pape] peut exercer librement » : ordinaire, car il l'exerce habituellement et pas seulement dans des circonstances exceptionnelles ; suprême, car il n'y a pas d'instance au-dessus de l'évêque de Rome à laquelle avoir recours ; plénier, car il touche à tous les aspects de la vie de l'Église ; immédiat, car il le détient directement de Dieu lui-même ; universel car il s'exerce sur l'ensemble de l'Église et de ses membres ainsi que sur toutes les Églises particulières et leurs regroupements ; enfin il est libre dans la mesure où il est indépendant de toute autorité humaine, séculière ou religieuse.
Cette doctrine est le fruit d'un processus long de plusieurs siècles dans la mesure où « avant que la primauté de l'Église de Rome ne puisse être conçue comme un pouvoir de juridiction de son évêque sur l'Église universelle, bien des étapes ont été franchies. Les institutions se développent en fonction de besoins nouveaux, qui apparaissent dans des environnements changeants ».

## Fondements scripturaires
Dans le Nouveau Testament, la figure de Pierre est développée dans les quatre évangiles, dans les Actes des Apôtres et dans les Épîtres paulinienne, où il apparaît comme l'apôtre par excellence, à la fois comme disciple, témoin et missionnaire. La prééminence fondamentale de Pierre réside essentiellement dans le fait qu'il est, selon la tradition évangélique, le premier témoin d'une apparition de Jésus après sa résurrection. L'autorité de Pierre dans les premières communautés chrétiennes s'appuie sur le double choix opéré par Jésus envers lui, à la fois témoin privilégié de son ministère puis témoin privilégié des premières apparitions du ressuscité.

### Figures de Pierre

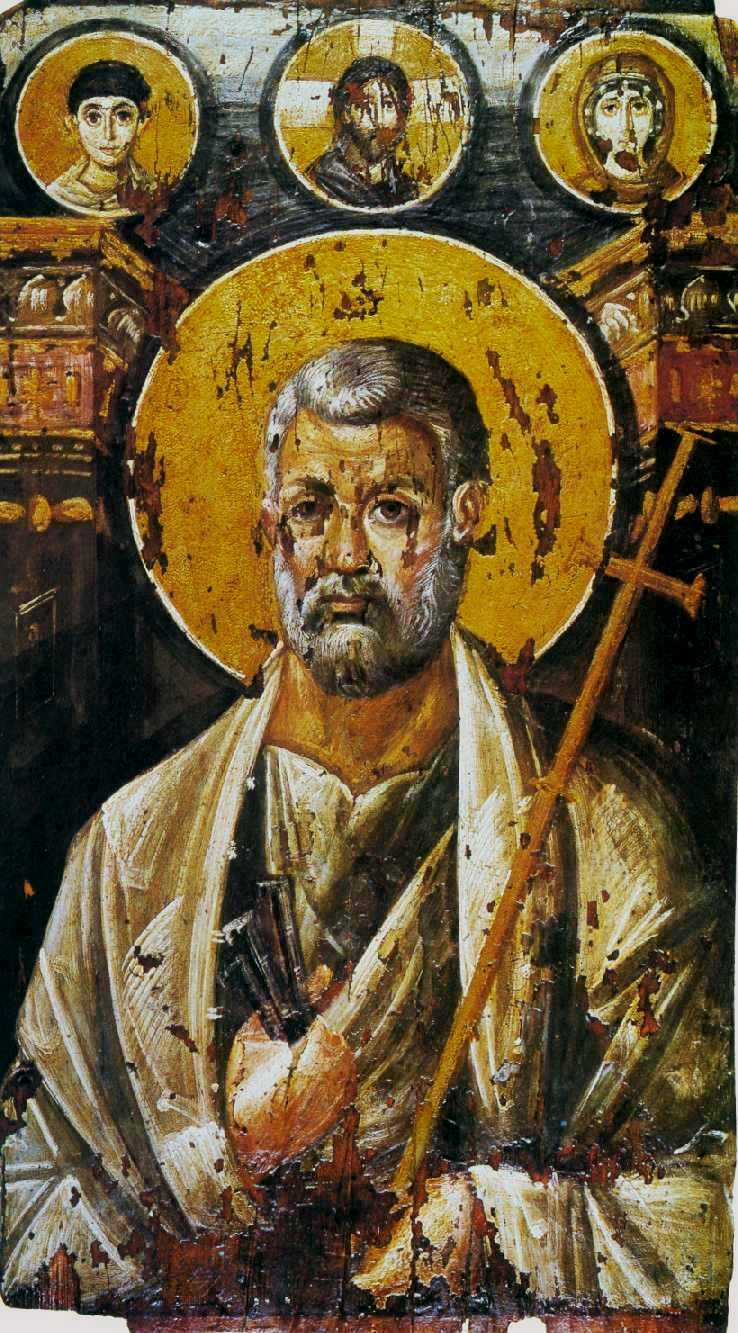
Icône représentant l'apôtre Pierre, peinture à l'encaustique, VIe siècle, monastère Sainte-Catherine du Sinaï.

Dans les récits des Évangiles synoptiques, c'est Pierre qui apparaît dans le plus grand nombre d'épisodes, tenant une place centrale au sein du groupe des disciples de Jésus, parmi lesquels il est invariablement cité en premier, qu'il s'agisse des Douze ou des quelques disciples plus proches.
Les évangiles lui confèrent une certaine autorité quand il devient le porte-parole et manifeste sa foi au nom des quelques disciples — réduits aux Douze — qui ont continué à suivre Jésus lors de la « crise galiléenne ». L'évangile selon Jean est assez proche sur ce point des synoptiques, se singularisant toutefois par une forme de mise en concurrence de Pierre avec le « disciple bien-aimé » dans laquelle la figure de Pierre se trouve diminuée, perdant sa place de premier disciple au profit du personnage mis en avant par l'auteur johannique.
Les Actes des Apôtres présentent essentiellement Pierre comme une figure qui fait le trait d'union et garantit la continuité entre le ministère terrestre de Jésus de Nazareth et les premières communautés de ses disciples, dans un rôle à la fois de missionnaire, de porte-parole des apôtres et d'interprète essentiel de leur croyance en Jésus comme Christ. Il semble également avoir dirigé la communauté des disciples de Jésus à Capharnaüm et, de manière plus douteuse, à Jérusalem, dans la mesure où c'est Jacques qui semble avoir tenu le rôle. Il existe par ailleurs une version occidentale tardive des Actes qui se différencie des versions plus anciennes notamment en renforçant encore la prééminence de Pierre.
Dans la littérature paulinienne, Pierre apparaît dans la première épître aux Corinthiens et dans l'épître aux Galates dans un contexte essentiellement conflictuel. L'usage que le rédacteur fait de son nom, l'appelant exclusivement « Cephas » ou « Petros » — jamais « Simon » — semble néanmoins témoigner de l'estime dans laquelle il est tenu. De manière à asseoir sa propre légitimité d'apôtre, Paul présente Pierre comme le gardien prioritaire du « kérygme ».

### Matthieu 16
Pour fonder la doctrine selon laquelle les successeurs de Pierre héritent de sa primauté, la tradition romaine s'appuie essentiellement et constamment sur passage 16,18 de l'Évangile selon Matthieu — dans lequel l'apôtre tient une grande place— dans lequel Jésus de Nazareth dit à Simon-Pierre : « Et moi je te dis que tu es Pierre, et sur cette pierre je bâtirai mon assemblée [ou mon Église] ».

#### Le passage

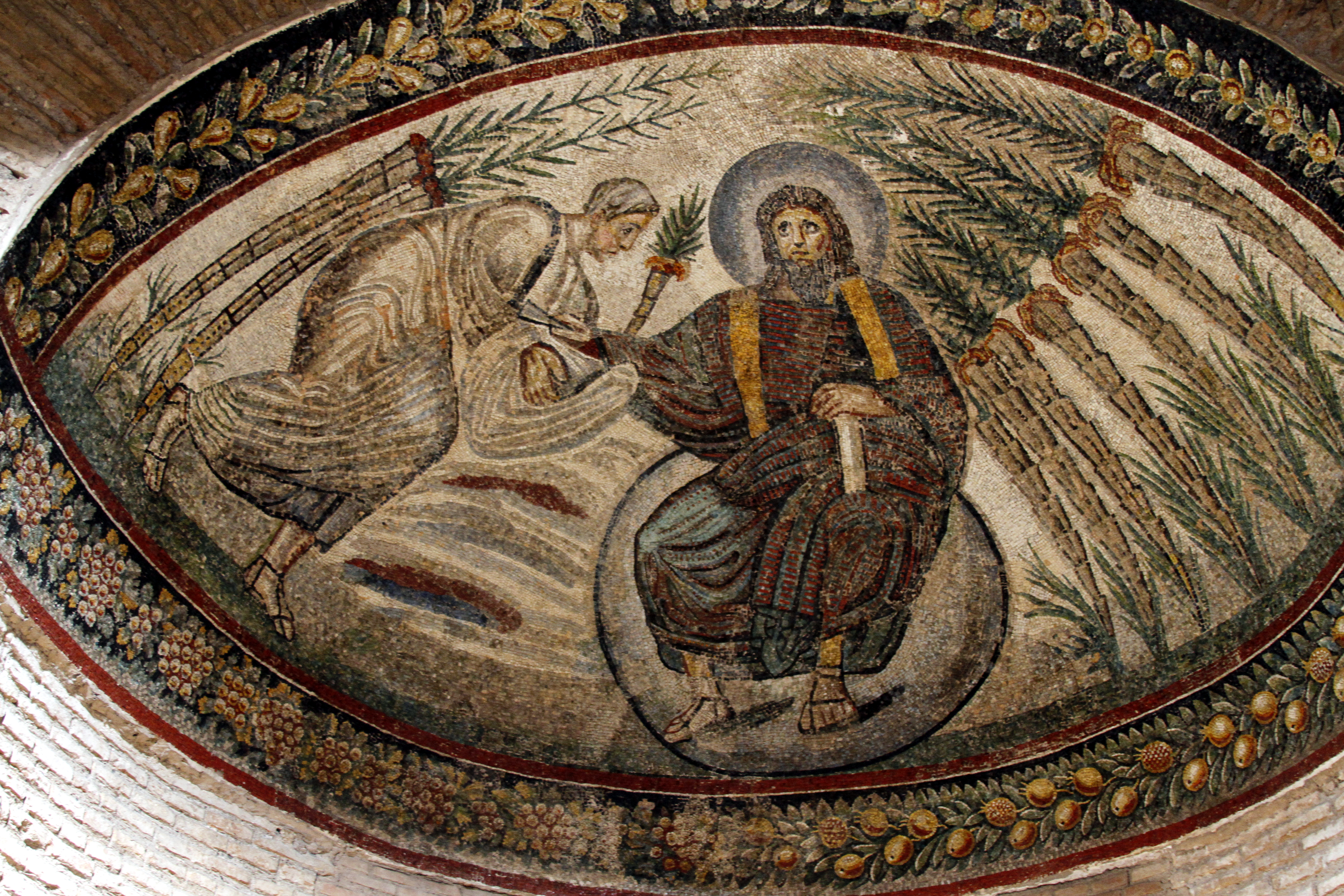
Mosaïque de la Traditio clavium, absidiole de l'église Santa Costanza, Rome, IVe siècle.

Replacé dans son contexte du Ier siècle, le passage signifie sans autre forme de précision que Pierre sera l'assise sur laquelle se fondera la nouvelle communauté, l'exégèse initiale de ce passage étant plutôt portée vers la christologie et la spiritualité qu'il ne le sera par la suite. Matthieu 16 n'évoque pas de successeurs de Pierre. Tout lien entre le rôle personnel de ce dernier et la papauté est matière d'ecclésiologie ultérieure ou d'apologétique — et non d'exégèse critique— qui permet de forger le concept politique de « primauté ».
Le passage n'est d'ailleurs pas sans poser de problèmes, au point que la recherche est divisée sur son authenticité, en particulier les versets 17 à 19 : on attribue parfois leur rédaction à une communauté d'Antioche voire de Jérusalem  ou encore on y décèle une possible interpolation, les auteurs chrétiens ayant régulièrement pratiqué des harmonisations et des corrections intentionnelles.
En outre, certains aspects philologiques sont également questionnés, particulièrement sur la traduction du terme araméen kephas qui, rendue en grec par un jeu de mots combinant le masculin Petros (Pierre) et le féminin petra (la pierre), n'offre pas le même potentiel de traductibilité d'une langue à l'autre, laissant ouverte une question qui divise les exégètes depuis des siècles.
Quoi qu'il en soit, c'est l'exégèse occidentale — à travers notamment Hilaire de Poitiers, Jérôme de Stridon et les papes Damase puis Léon Ier — qui va s'intéresser au passage dans une lecture plus institutionnelle pour progressivement élaborer l'idée selon laquelle Pierre continue à vivre à travers la personne de son successeur à l'épiscopat romain qui est ainsi dépositaire de sa primauté.

#### Interprétations
Depuis Damase Ier (366-384), l'exégèse latine considère en effet que dans le passage de Matthieu 16, le Christ aurait désigné « explicitement » Pierre comme le chef de son Église. Les églises orthodoxe et protestantes contestent l'interprétation romaine car ils considèrent que cette déclaration de Jésus suit l'affirmation de Pierre (« Tu es le Christ, Fils de Dieu ») ; selon elles, ce n'est ainsi par sur un homme mais c'est suivant cette profession de foi personnelle de l'apôtre ou sur Jésus lui-même considéré comme la « pierre angulaire » que Jésus « bâtit [s]on Église ».
Cette exégèse orientale s'appuie sur les écrits de Pères grecs, mais aussi des Pères latins, tels qu'Augustin d'Hippone, Optat de Milève, Hilaire de Poitiers ou encore Ambroise qui, évêque de Milan, reconnait à Pierre une « primauté de confession et non d'honneur » et n'accepte pas la revendication de primauté juridictionnelle de son collègue romain.
En tout état de cause, la tradition développée dans la partie occidentale de l'Empire sera la source de conflits avec l'Orient chrétien puis, plus tard, en Occident même au point de générer plusieurs schismes.

## Évolution du concept de la primauté pontificale

### Paléochristianisme

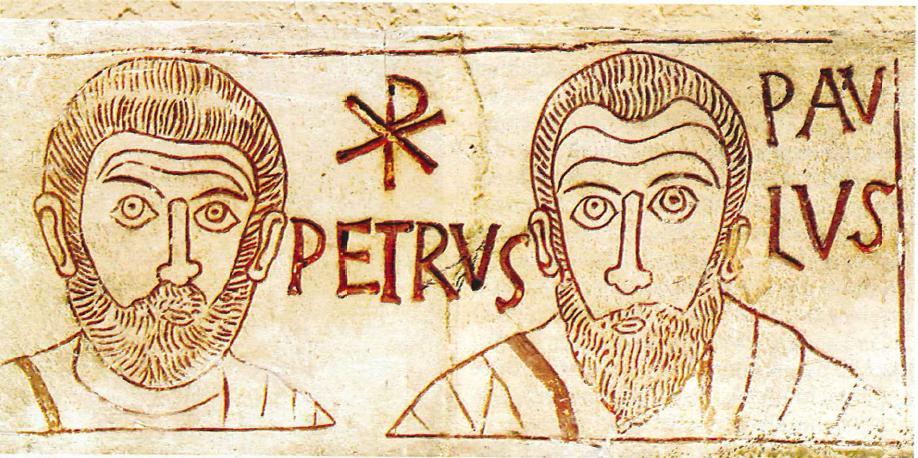
Marbre gravé représentant Pierre et Paul sur le sarcophage d'un l'enfant nommé Asellus, c. 314, Musée de la Civilisation romaine.

Dès le IIe siècle, la figure de Pierre passe généralement pour une sorte de « Chef de l'Église » au sein des différentes communautés disséminées dans l'Empire et l'apôtre est par exemple déjà une figure centrale pour les communautés de Syrie et d'Égypte.
À la même époque, Rome jouit de son côté d'un indéniable prestige dû à l'association de son nom aux martyres des apôtres Pierre et Paul ainsi qu'à la présence de leurs tombeaux dans la ville, l'un au Vatican, près de l'ancien cirque de Néron, et l'autre sur la Via Ostiensis, aux portes de Rome. Ainsi, dès les premiers siècles de notre ère, Rome devient ville de pèlerinages « ad limina apostolorum » (« au seuil des apôtres »). Dès cette époque, la figure de Paul, sur laquelle le premier « hérésiaque » Marcion a fondé sa théologie, tend à s'estomper au profit de celle de Pierre.
Des manifestations de ce prestige se trouvent dans différents témoignages du IIe siècle : une lettre d'Ignace d'Antioche adressée à cette communauté, évoque la mémoire des enseignements apostoliques dont elle est détentrice et, à la fin du siècle, Irénée de Lyon, dans une polémique contre les gnostiques, prend Rome en exemple d'une Église qui « très grande, très ancienne et connue de tous (…) car avec cette Église, en raison de son origine plus excellente, doit nécessairement s'accorder toute Église, c'est-à-dire les fidèles de partout, — elle en qui toujours, au bénéfice de ces gens de partout, a été conservée la Tradition qui vient des apôtres. ». Mais aucune figure particulière n'émerge alors d'une communauté romaine dirigée par un collège de presbytres ou d'épiscopes assistés de diacres probablement jusque vers 150, époque où semble émerger un « mono-épiscopat » qui ne devient quelque peu consistant qu'avec les figures de Victor Ier (v.190) et Calixte Ier (v.217).

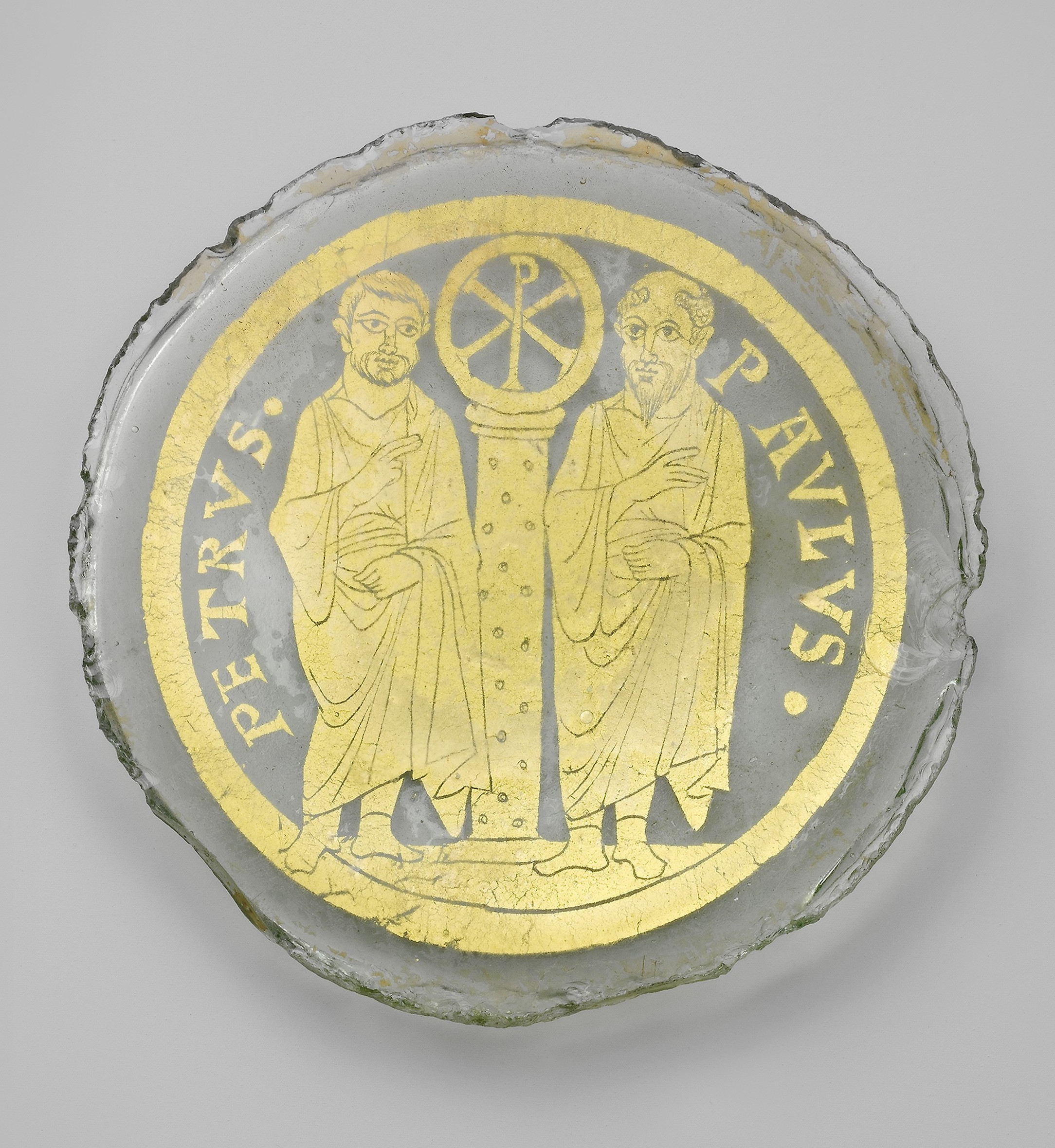
Saints Pierre et Paul flanquant une colonne surmontée d'un christogramme, verre et or, Rome, fin du IVe s.

À partir du milieu du IIIe siècle, la communauté romaine — déjà auréolée des deux martyres — revendique explicitement sa fondation apostolique, fondement de l'autorité magistérielle dont elle se prévaut et tente de « confisquer » l'autorité pétrinienne pour son seul usage. Cette revendication d'apostolicité de Rome, qui est la seule ville occidentale de l'Empire à le faire, n'est pas contestée, pas plus que ne l'est celle d'autres villes orientales qui, comme Corinthe, Éphèse ou Antioche, se prévalent également d'une fondation par un apôtre, cette dernière revendiquant d'ailleurs également une fondation pétrinienne. Par contre, « l'autorité [que Rome] prétend en retirer est plus diversement appréciée ».
C'est dans un conflit qui oppose l'évêque romain Étienne (254-257) avec l'évêque Cyprien de Carthage sur la question du baptême des lapsi qu'apparait un premier débat sur la nature de la primauté pétrinienne contenue dans le passage matthéen : là où l'évêque carthaginois y voit le fondement de l'unité des évêques dont Pierre est le premier dépositaire des droits dans une antériorité qui ne signifie pas supériorité, son collègue romain — qui est le premier à user de l'argument — veut y voir un reconnaissance effective de la primauté pétrinienne et donc de l'Église romaine ; toutefois, la plupart des évêques sollicités partagent alors l'avis de Cyprien selon lequel « personne ne se constitue en évêque des évêques et ne réduit ses collègues à l'obéissance ».

### Empire chrétien

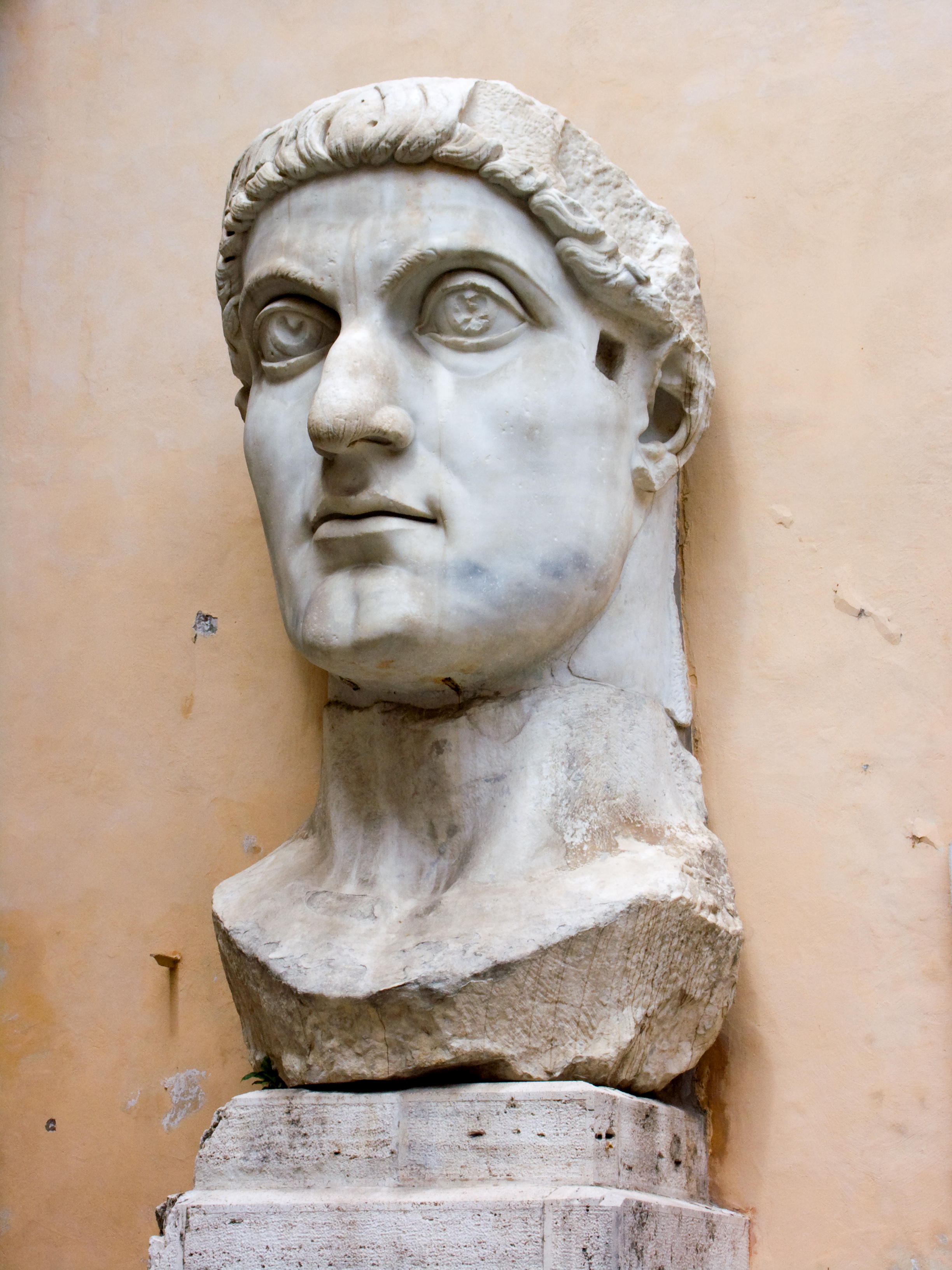
Tête colossale de - IVe siècle, musées du Capitole.

L'arrivée au pouvoir de Constantin Ier conforte l'établissement matériel de la communauté chrétienne de Rome pour laquelle il finance notamment la construction d'un vaste complexe cultuel, la Basilica constantiniana, où les fidèles peuvent pour la première fois se rassembler autour de leur pasteur ; mais l'empereur endosse également le rôle de régulateur de l'unité ecclésiale, modifiant les équilibres traditionnels entre les grands sièges épiscopaux et les procédures jusque là établies pour la résolution des conflits ecclésiaux, ouvrant une ère de mutation de l'église chrétienne à laquelle le siège romain participe à sa mesure.
C'est à partir de l'épiscopat de l'évêque Libère (352-366) — le premier à utiliser l'expression de « Siège apostolique » (Sedes apostolica) — que la revendication de l'autorité magistérielle se base explicitement sur la fondation apostolique, puis, à la suite de son successeur Damase Ier (366-384), qui prétend définir la foi universelle dans son Tomus Damasi , que s'affirme la revendication de l'autorité de l'évêque de Rome comme successeur de Pierre. Pour Innocent Ier (401-417), toute question liturgique ou disciplinaire doit être soumise à l'évêque romain qu'il considère comme « à la cime et à la tête de l'épiscopat » considérant, dans une fiction qui ne résiste pas aux faits, que les Églises de l'Empire occidental et ont été fondées d'une manière ou d'une autre par l'apôtre Pierre et ont puisé leur connaissance de l'Évangile à la source romaine.
En 422, Boniface Ier utilise pour la première fois la notion de principatus jusque là réservée à l'autorité impériale et, quelques années plus tard, la revendication de succession pétrinienne est affirmée avec force par les représentants de l'évêque romain au concile d'Éphèse (430), dans une formulation qui est reprise ensuite dans d'innombrables déclarations papales jusqu'au concile de Vatican I, et constitue depuis lors une conviction permanente de l'Église latine :

« Personne ne doute (…) que (…) Pierre, chef et tête des apôtre, colonne de la foi, fondement de l'Église catholique, a reçu les clefs du Royaume de notre Seigneur Jésus-Christ (…) : jusqu'à maintenant et toujours, c'est lui qui, dans la personne de ses successeurs [les évêques de Rome], vit et exerce le pouvoir de juger. »

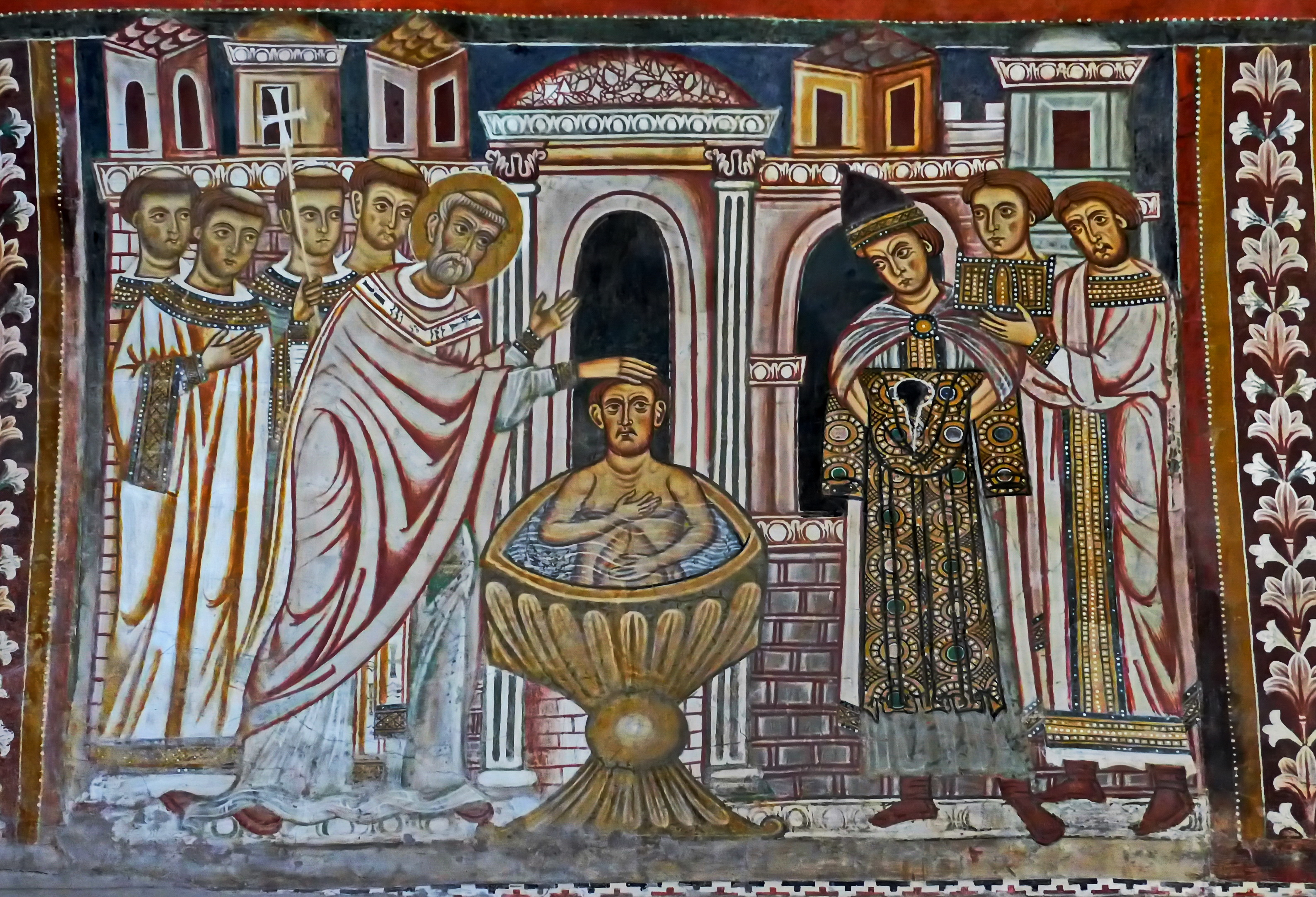
Baptême de l'empereur Constantin Ier par l'évêque de Rome Sylvestre, fresque de la Basilique des Quatre-Saints-Couronnés, XIIIe siècle.

C'est enfin Léon Ier (440-461) qui, dans la seconde moitié du Ve siècle, « met en place les arguments théoriques reposant sur la figure d'un Pierre devenu pierre de fondation de l'unique Église de Rome », revendiquant en outre et de plus en plus un magistère universel. Fondant sa justification ecclésiologique et théologique en articulant trois passages des évangiles canoniques pour affirmer que Jésus a fait de l'apôtre Pierre et ses successeurs la fondation de l'Église, Léon formule pour la première fois explicitement la revendication d'une primauté universelle du siège romain pour conforter un état de fait qui a pris de la consistance au sein des épiscopats d'Occident sur un plan spirituel mais reste à conforter sur un plan juridictionnel ou administratif dans les affaires des autres diocèses.
Sa cause connaît une avancée significative avec la reconnaissance au cours du concile de Chalcédoine (451) du Tome à Flavien — premier exposé de la christologie latine présentée dans les débats conciliaires — et la position médiane que prend Léon dans les débats christologiques qui opposent alors les nestoriens et les monophysites.
Si les successeurs de Léon n'arrivent pas nécessairement à asseoir cette revendication de primature, certains d'entre eux cherchent néanmoins à élever la position du siège romain face au pouvoir temporel, à l'instar de Gélase Ier (491-494) qui estime que deux pouvoirs régissent le monde qui doivent s'allier : l'auctoritas (autorité) de l'évêque et la potestas (puissance) de l'empereur, insistant sur la prééminence du premier, toutefois limitée aux matières religieuses, et sur la nécessité pour le second d'épauler l'Église dans sa mission. L'aspiration du siège romain à s'extraire de l'autorité du pouvoir séculier se traduit sous le pontificat de Symmaque (498-514) avec l'apparition des éléments qui seront constitutifs de la Donation de Constantin, forgerie des milieux pontificaux datant de la seconde moitié du VIIIe siècle selon laquelle le pape Sylvestre Ier aurait converti l'empereur Constantin et qui fait de l'évêque de Rome « le plus élevé et le premier des prêtres dans le monde ».
Néanmoins, ces différentes dispositions — qui ne sont reconnues ni par l'Empereur d'Orient, seul en titre depuis 476, ni par les rois barbares qui dirigent l'Occident, ni par les quatre patriarcats orientaux — n'ont alors pas de portée pratique et relèvent plutôt de la perspective de la primauté que de sa réalité et ce n'est qu'au XIe siècle que, combinées et astucieusement remaniées, elles servent de base à l'affirmation de la doctrine de la théocratique pontificale portée par la réforme grégorienne.

### Haut Moyen Âge

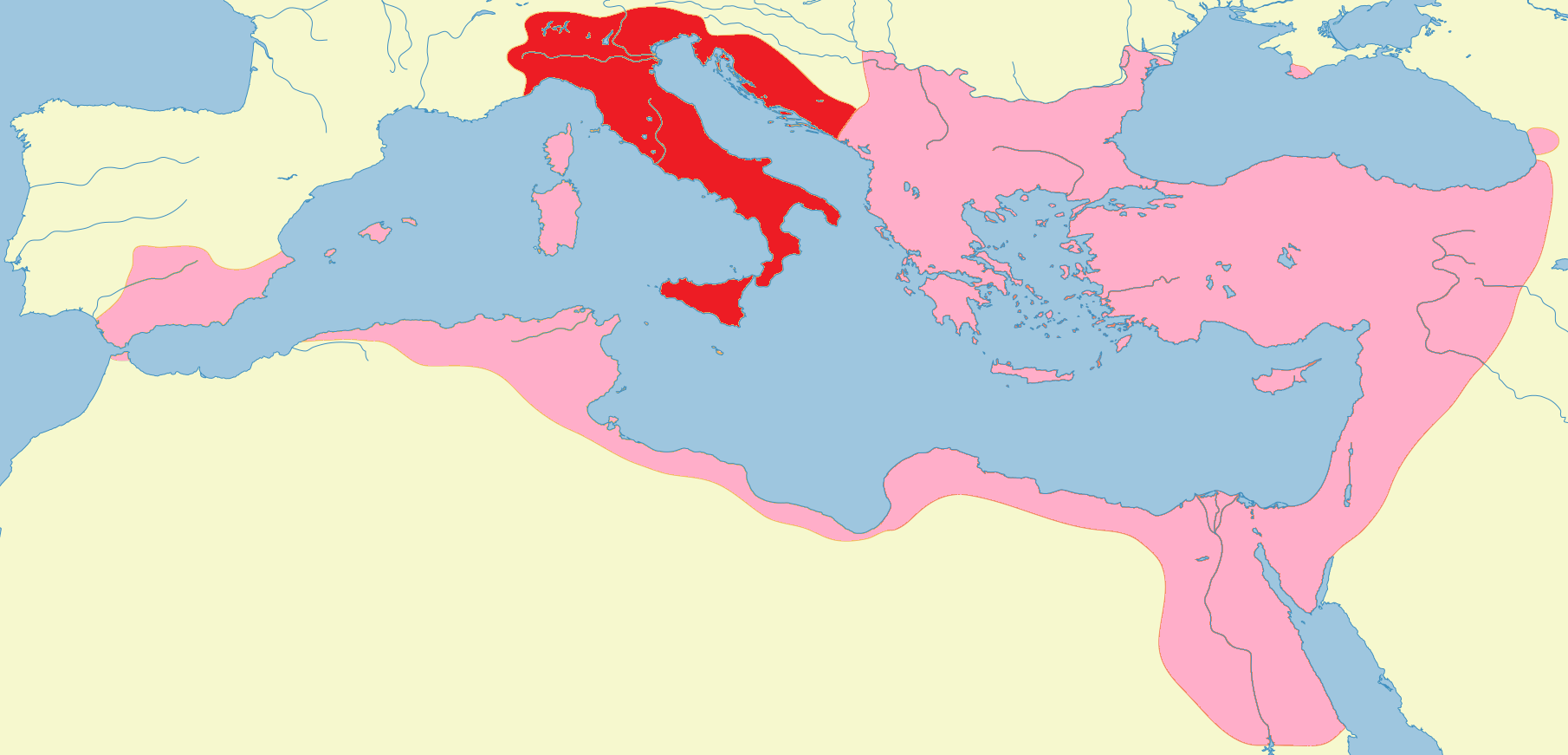
Exarchat de Ravenne dans l'empire Byzantin sous Justinien Ier, vers 560.

Au tournant du VIe siècle, le schisme d'Acace qui divise pendant quelques décennies les sièges romain et byzantin, se résout sous l'impulsion de l'empereur byzantin Justin Ier (518-527) mais le patriarche de Constantinople Jean II de Cappadoce rappelle à son homologue romain que la primauté romaine n'est qu'honorifique et les deux Églises de Rome et de Constantinople n'en forment qu'une, la seconde tirant sa légitimité de la présence impériale.
D'un point de vue ecclésial, les conceptions de l'autorité en matière de foi se distendent entre les églises d'Orient et d'Afrique, pour lesquelles la foi se définit par la communion des fidèles et des Églises (koinonia) et plus particulièrement dans le consensus des Églises réunies collégialement dans les conciles, et l'approche romaine, plus monarchique, unitaire et centralisée. Celle-ci, depuis la fin du IVe siècle, remet d'ailleurs de plus en plus en cause la légitimité des décisions conciliaires obtenues sans l'accord de l'évêque romain et se présente comme garante d'une « ligne de continuité » qui entend bientôt distinguer les conciles « faux » des « authentiques », privant progressivement l'institution conciliaire de son monopole législatif.

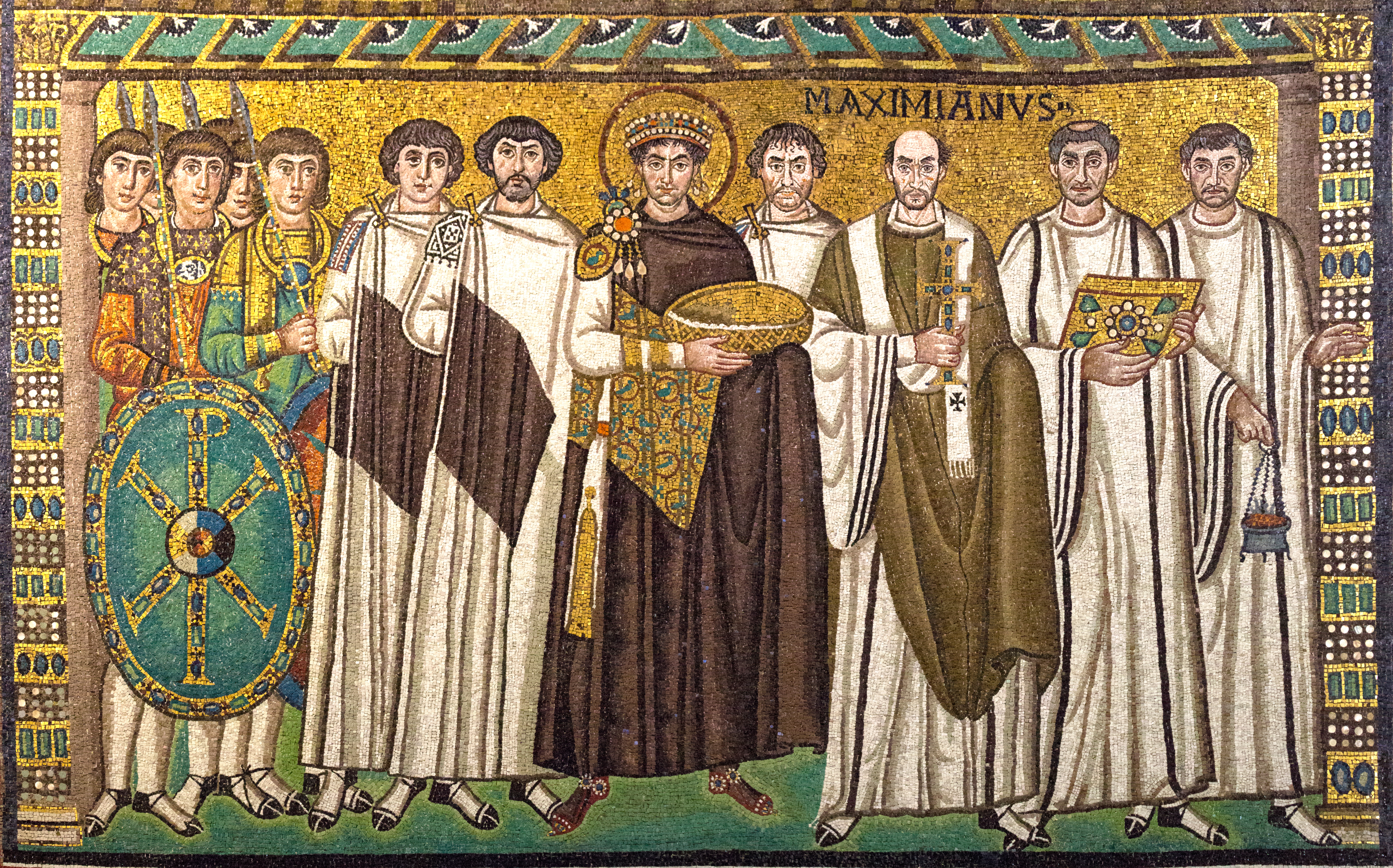
Mosaïque représentant Justinien entouré des généraux Bélisaire et Narsès, de l'évêque de Ravenne Maximin et d'autres notables, diacres et soldats, basilique Saint-Vital de Ravenne, VIe siècle

Avec l'arrivée au pouvoir de l'empereur Justinien Ier (527-565) — qui entreprend de réunir les deux parties de l'Empire notamment en luttant sur le plan religieux contre le christianisme arien au profit de la foi romaine — s'ouvre la période dite de la « papauté byzantine » (de 537 à 752) : la reconquête de Rome par les armées de Byzance sur les goths place l'évêque de Rome sous l'autorité du basileus. Ainsi, si Justinien reconnaît la primauté d'honneur du « siège apostolique [de Rome où] s'est toujours conservée pure et sans tache la religion catholique [ou universelle] et en qui se trouve l'entière et parfaite stabilité de la religion chrétienne », c'est lui qui démet le pape Silvère, multiplie les pressions sur le pape Vigile et impose Pélage Ier à la tête du siège romain après que ce dernier a accepté de condamner les Trois Chapitres.
Ce dernier épisode entraine un affaissement sans précédent et durable de l'autorité du siège romain, même en Occident : la condamnation des Trois Chapitres par Pélage suscite non seulement les protestations des évêques de Gaule et d'Espagne mais, plus grave, aliène à l'évêque de Rome ses collègues de Milan et d’Aquilée qui, rejoints par d'autres évêques de Dalmatie et d'Italie du Nord, se séparent de la communion romaine en un schisme qui se perpétue jusqu’à la fin du VIIe siècle. Ainsi, durant cette période byzantine qui dure plus de deux siècles, le papes « apparaissent comme des patriarches intégrés à l'Empire » et leur élection, opérée par le clergé et le peuple de Rome, doit être validée par l'empereur ou son représentant, l'exarque de Ravenne, avant l'ordination de l'élu, dans un processus qui paradoxalement confère une légitimité puisée à deux sources.
Par ailleurs, la période permet à l'évêque romain de renforcer ses relations avec les royaumes barbares en Occident où, à la suite de la victoire des Francs, le christianisme arien wisigothique perd du terrain au profit du christianisme nicéen défendu par Rome qui entreprend une mission d'évangélisation de la Grande-Bretagne à l'initiative de Grégoire le Grand (590-604). Ce dernier, issu d'une famille sénatoriale romaine, est un personnage d'envergure qui a été l'un des derniers préfets de la ville. La disparition définitive de cette charge en 599 et l'affaiblissement du Sénat, décimé par les guerres gréco-gothiques, laisse l'évêque de Rome comme seul « défenseur de la cité » (defensor civitatis), devenu incontournable dans la gestion administrative de la ville et de son approvisionnement ; il devient ainsi la principale autorité l'Urbs avant d'étendre progressivement son influence sur l'ensemble du duché de Rome — théoriquement toujours sous la férule de l'empereurs byzantin — établissant les prémices de l'autorité temporelle du pontife romain qui reste néanmoins jusqu'au VIIIe siècle un sujet loyal à l'Empire.

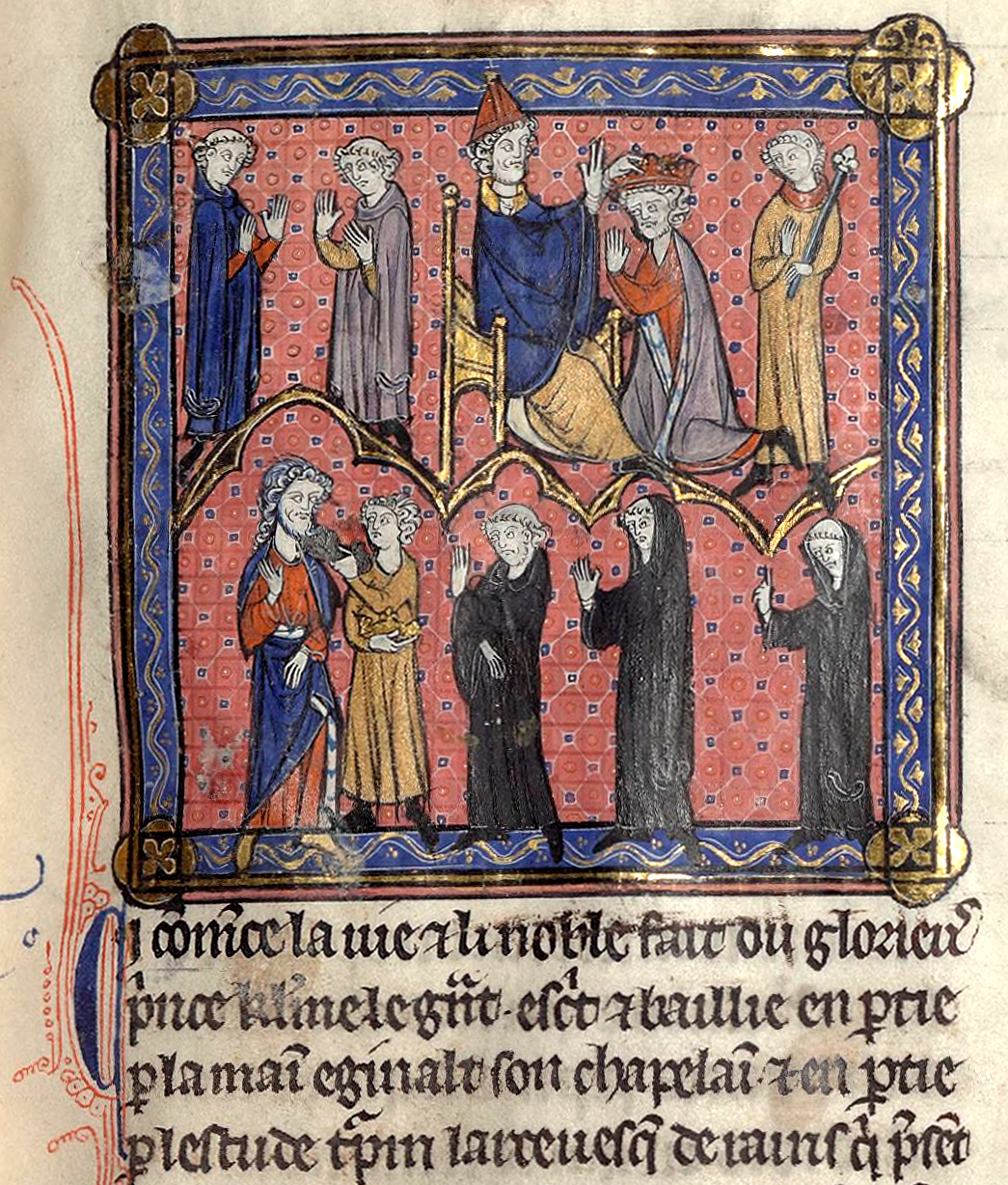
Le pape Étienne II couronne Pépin le Bref - Childéric III est déposé. Grandes Chroniques de France, Ms. 782, fol. 107, c.1274, Bibliothèque Sainte-Geneviève, Paris.

À partir du VIIe siècle, l'incompréhension entre l'Orient et l'Occident croît encore : la différence de culture entre un Orient byzantin de langue grecque qui se veut seul héritier de l'Empire romain et un Occident romano-barbare de langue latine devient un fossé de plus en plus large. Au début du VIIIe siècle débute la crise iconoclaste qui va opposer durement et durablement l'empereur Byzantin, qui estime idolâtre le culte des images, et l'évêque de Rome qui suit la position traditionnelle de l'Église autorisant les images et accueille les ecclésiastiques orientaux pourchassés par les autorités byzantines. Les papes de cette époque cherchent alors la protection de souverains francs carolingiens : en 751, Étienne II se déplace au-delà des Alpes pour sacrer Pépin le Bref — en compagnie de ses fils Carloman et Charles — qui, en retour, confie à l'autorité de l'évêque de Rome l'exarchat de Ravenne et les villes qu'il a conquises sur les Lombards en 756 : c'est là l'acte de naissance des États pontificaux.
La querelle du Filioque nourrit l'incompréhension entre l'Occident et l'Orient : les Orientaux considèrent ne pas pouvoir faire confiance à un pape qui croit pouvoir transformer la foi de l’Église entière à lui seul. Le schisme s'ensuit en 1054. Le sac de Constantinople en 1204 et le vol des reliques Orientales brise toute tentative de réconciliation.
De ce moment, les Églises orthodoxes, s'appuyant sur le témoignage des Pères grecs et latins de l'Église indivise, ont conservé une doctrine de la primauté pontificale qui leur est propre : pour eux, l'évêque de Rome n'est que le premier parmi les patriarches, chaque Église conservant son autonomie ; ils reconnaissent ainsi à l'évêque de Rome une primauté d'honneur, mais lui refusent toute autorité juridictionnelle en dehors de sa zone de responsabilité propre.

### Tournant grégorien

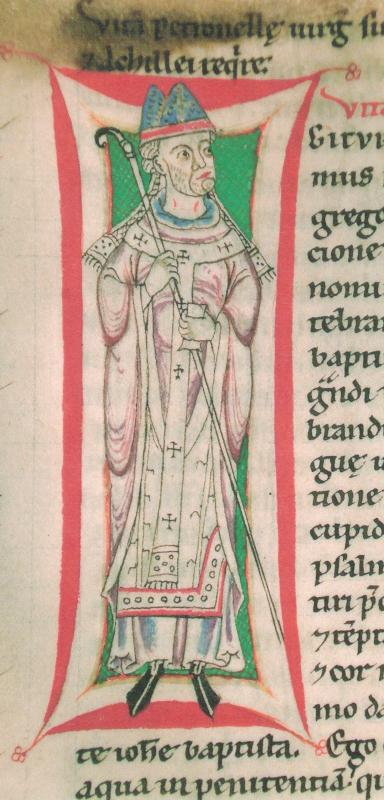
Miniature représentant Grégoire VII, tirée d'un manuscrit de la Vita Gregorii VII de Paul de Bernried, c. 1130, Bibliothèque de Saint-Gall.

À la fin du XIe siècle s'ouvre la période connue sous le nom de « réforme grégorienne » qui, tirant son nom du pape Grégoire VII (1073-1085), s'étale du milieu de ce siècle au concile de Latran IV (1215) — qui en constitue l'aboutissement — bouleversant la société médiévale dans son ensemble. Dans le chef de Grégoire et de ses contemporains, plutôt que d'une « réforme », cette reformatio ecclesia est davantage à comprendre comme une « rénovation », ou la recherche de restauration d'un ordre originel remontant à l'époque apostolique qui aurait été abîmé par le temps.
Le cœur de la primauté défendue par Grégoire se fonde sur une union mystique avec Pierre qui pense, parle et agit en lui : le pape incarne la présence de l'apôtre sur terre, à l'autorité duquel il convient d'obéir de façon immédiate. L'entourage de Grégoire produit les Dictatus papae qui, en 27 formules courtes, « tranchantes et sans nuances » parues en 1075, traduisent la conscience hiérarchique et autoritaire du pouvoir pontifical et peuvent se résumer ainsi :  « le pape seul peut tout faire dans l'Église ; sans lui rien ne peut s'y produire qui soit valable et juste ; il ne semble pas y avoir de limite à [sa] toute-puissance », y compris vis-à-vis du pouvoir temporel, s'aménageant notamment le droit de déposer les empereurs. Expression péremptoire et presque caricaturale de la théocratie, les Dictatus ne constituent toutefois pas des documents officiels du Magistère tandis que tant leur nature précise que leur portée réelle sont difficiles à évaluer.
Multipliant les initiatives de centralisation et d'unification de la Chrétienté latine — qui causent par ailleurs à terme l'éloignement définitif avec l'Église orientale — la papauté et ses soutiens font évoluer l'Église romaine qui, de l'institution imbriquée dans les structures sociales et politiques qu'elle constituait jusque-là, évolue vers une institution indépendante. S'appuyant abondamment sur l'exaltation de la figure de Pierre, le Siège romain revendique, bien au-delà de la sphère religieuse, la soumission de toute forme de pouvoir séculier ainsi que des populations à la juridiction du pontife romain, au nom du dominium universel de Dieu dont le pape est le représentant.

Afin de rompre avec l'ordre établi, notamment en matière de nominations d'évêques souvent accaparées par le pouvoir séculier ou la perception de la dîme généralement opérée par des laïcs, Grégoire et ses successeurs se posent en détenteurs de la capacité à discerner le vrai du faux, associant de la sorte vérité et autorité à l'évêque de Rome, en reprenant une formule des Pères de l'Église selon lesquels « Jésus n'a pas dit "Je suis la coutume" mais "Je suis la Vérité" ».

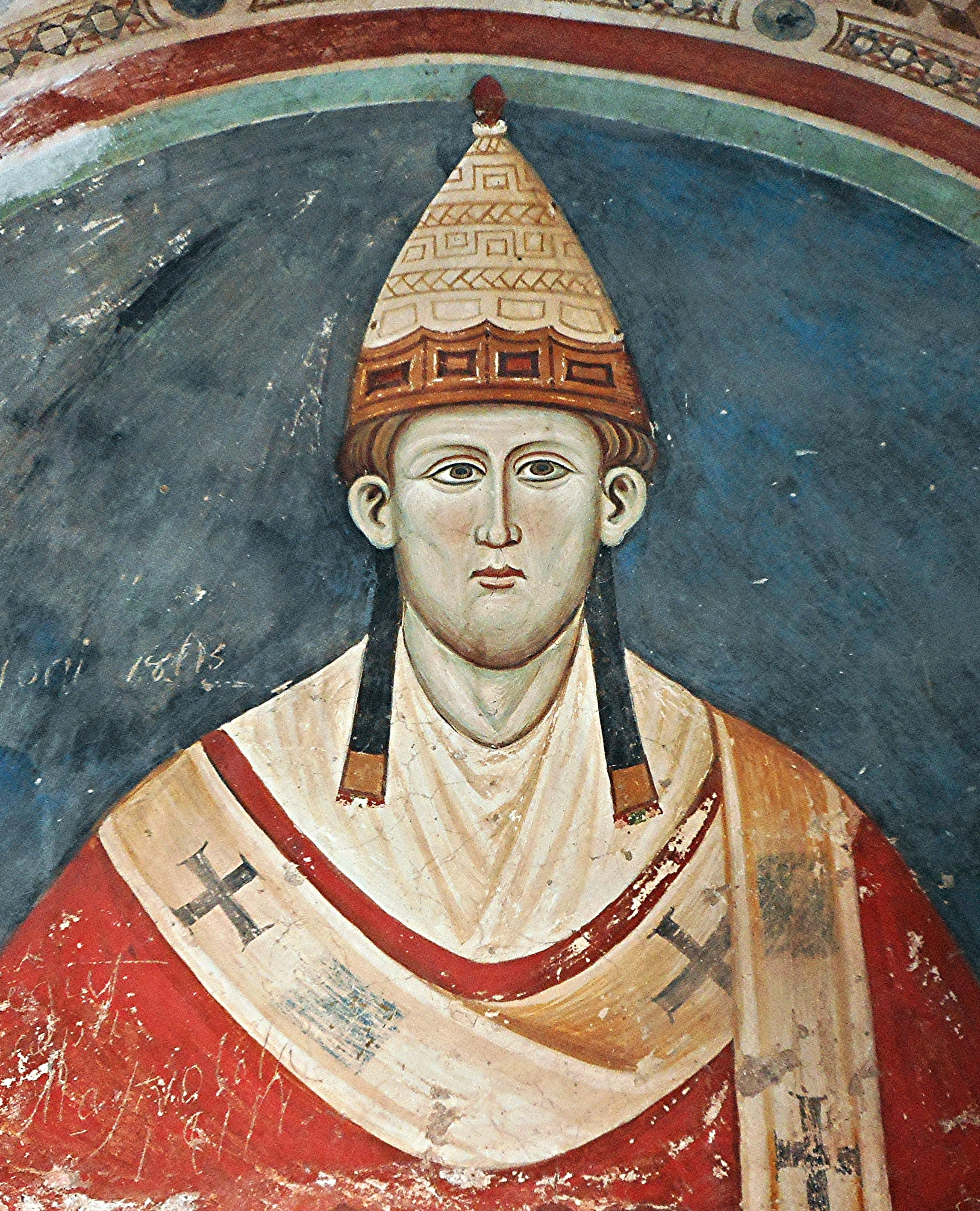
Fresque représentant Innocent III, cloître du sanctuaire du Sacro Speco, début du XIIIe siècle.

 Ainsi, comme en témoigne l'évolution de la titulature, les charges épiscopales ne sont bientôt plus obtenues par la seule « grâce de Dieu » mais également par « [celle] du siège apostolique »; en outre, en 1047, le pape Clément II utilise pour la première fois le terme papatus (papauté) pour marquer la supériorité de l'évêque de Rome sur l'episcopatus (épiscopat). À partir de la fin du XIe siècle, la papauté se substitue également aux pouvoirs séculiers dans l'organisation territoriale de l'Église, revendiquant l'exclusivité en matière de création ou reconfiguration des provinces et diocèses.
Par ailleurs, dès 1059, Nicolas II a affranchi l'Église des interventions du pouvoir impérial et de la noblesse romaine dans l'élection des pontifes en confiant celle-ci par décret à un collège de cardinaux-évêques, conférant au pape une réelle autonomie qui lui permet d'affirmer, à l'instar de Grégoire VII, que non seulement « la sainte Église romaine [est] la mère et la maîtresse de la Chrétienté » ou encore que « toute personne en désaccord avec l'Église romaine est hérétique » mais également que si le pape peut juger chacun, il ne peut l'être par personne.
À partir de la fin du XIIe siècle, le pape revendique en outre la « plénitude de puissance » (plenutido potestatis) qu'il entend exercer sur l'ensemble des peuples chrétiens, s'autorisant à intervenir dans les affaires du monde, notamment lorsque les princes s'écartent des lois religieuses ou transgressent les règles de la vie chrétienne, coupable alors d'enormitas, une catégorie juridique développée dans les milieux ecclésiastiques. Ainsi, Innocent III (1198-1216), qui se présente non plus désormais comme « vicaire de Pierre » mais comme « vicaire du Christ » et s'affirme « roi et prêtre », n'excommunie pas moins de deux empereurs, sept rois et nombre de seigneurs tandis que les Dictatus Papae entendent réserver les insignes impériaux  — tiare, manteau de pourpre, sceptre — au souverain pontife.
En revendiquant puis organisant son autorité juridictionnelle, la réforme grégorienne constitue un « passage (…) d'une Église du rite à une Église du droit, c'est-à-dire à une Église où l'efficacité du rite est liée à l'énoncé du droit ». En outre, elle a fait passer l'Église d'une congrégation de fidèles à une institution de clercs et la Chrétienté, d'une communauté de foi à un territoire, toutes deux soumises à l'autorité puis la juridiction supérieure du Siège romain.

### Théocratie pontificale

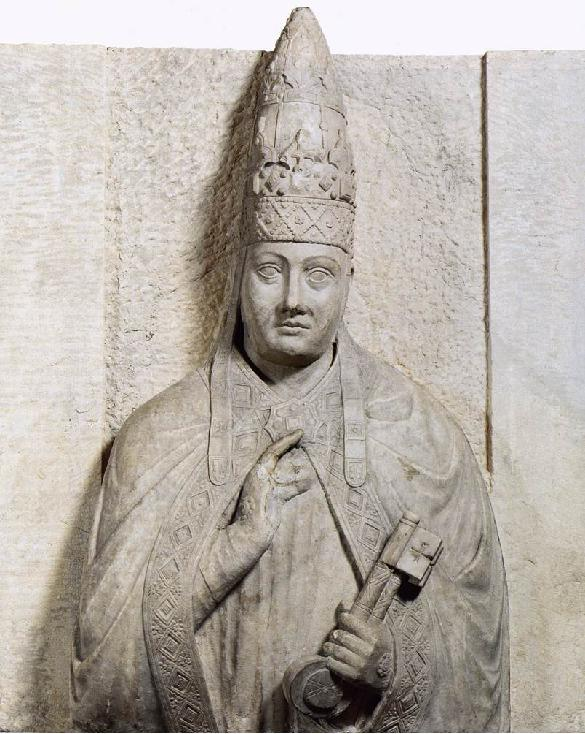
Sculpture funéraire de Boniface VIII portant une tiare à deux couronnes, Arnolfo di Cambio, c. 1300, Museo dell'Opera del Duomo.

Avec l'issue favorable à la papauté de la fin du conflit entre le sacerdoce et l'empire et l’affaiblissement durable de la puissance impériale germanique qui en résulte, l'aspiration romaine au dominium universel est un temps confortée et le XIIIe siècle marque l'apogée de la puissance pontificale.
S'appuyant sur le réseau des ordres mendiants, la papauté cherche à s'arroger la mainmise sur les nominations aux charges ecclésiastiques et, par la décrétale Licet ecclesiarum de 1265, entend disposer de tous les bénéfices de la chrétienté, exerçant un contrôle de plus en plus important sur les charges ecclésiastiques et de leurs revenus au sein des États : si l'argent afflue plus que jamais à Rome, l'opacité des procédures et du calcul des montant d'impositions nourrit bientôt le ressentiment. 
Ainsi, au tournant du XIIIe siècle, le dominium de l'église s'est développé à tel point qu'il est devenu envahissant et nourrit un certain anticléricalisme qui s'en prend bientôt aux richesses du clergé ; par ailleurs le renforcement progressif des États séculiers entame progressivement cette domination : les litiges entre la papauté et les puissances séculières se multiplient, notamment au sujet du poids que font peser les exigences financières de Rome sur les clercs voire sur l'ensemble de la population.
Ces contestations atteignent un paroxysme avec la crise qui oppose le roi de France Philippe le Bel au pape Boniface VIII. Ce dernier, canoniste et politicien de haut rang élu en 1294, s'est posé en arbitre de la chrétienté dès le début de son pontificat et intervient dans les diverses luttes de successions qui affectent les États européens, allant jusqu'à affirmer à un prétendant au trône du Saint-Empire : « Ne suis-je pas pontife suprême ? (…) C'est moi qui suis César ! ». Dans la bulle Unam Sanctam datée du 18 novembre 1302, il énonce une définition de la théocratie pontificale, la plus radicale jamais formulée par un pape, qui sera reprise dans les annexes de décrétales durant tout le Moyen Âge puis intégrée au XVIe siècle dans le Corpus juris canonici. Il y conclut : « nous déclarons, disons et définissons que toute créature humaine, par nécessité de salut, est soumise au pontife romain ».
Mais le maximalisme de cette approche de la théocratie pontificale va occasionner sa perte dans le dénouement du conflit particulier avec Philippe le Bel, qui tourne à l'avantage de ce dernier : après plusieurs différends avec la couronne de France notamment en matière de nominations épiscopales, Boniface entend rappeler au souverain Capétien —  qui estime devoir être le maître de l'Église de France et a interdit les transferts monétaires vers Rome —, qu'il est soumis au souverain pontife. Lorsqu'il convoque le clergé français en vue de réformer le royaume, Philippe le Bel, qui est profondément dévot et soutenu par ledit clergé, accuse le pape d’hérésie et entend le faire traduire devant un concile ; il orchestre alors l'arrestation de celui-ci lors de l'« attentat d’Anagni » ce qui, avec la mort de Boniface le mois suivant (octobre 1303), porte un coup d’arrêt définitif aux ambitions romaines de dominium et amorce le déclin de l'affirmation de la théocratie pontificale. 

### Crises conciliaires

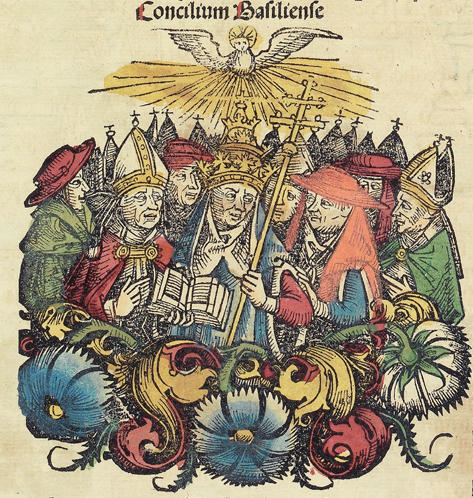
Le concile de Bâle, gravure sur bois tirée de la Chronique de Nuremberg, 1493.

Au cours du Moyen Âge, la papauté a donc peu à peu mué pour devenir au XIIIe siècle un régime théocratique — voire hiérocratique — à la volonté unificatrice et aux contours souvent plus politiques que spirituels ; mais tant les interventions dans les nominations épiscopales que la fiscalité que cette approche fait peser sur les institutions ecclésiales nourrissent, au-delà du pouvoir séculier, un sentiment antiromain et une contestation ecclésiologique grandissants dont résulte notamment une crise pontificale connue sous le nom de « Grand Schisme d'Occident » (1378-1417) : cette période voit différentes factions revendiquer simultanément le trône épiscopal au point qu'à plusieurs reprises, il y a jusqu'à trois papes différents qui coexistent.
En outre, la question de savoir si le pape est le délégué de l'Église ou son maître divise également le christianisme latin au point de déboucher la « Crise conciliaire » (1414-1449) qui traduit l'exacerbation de l'opposition entre la thèse du gouvernement de l'Église par la primauté pontificale ou celle de son gouvernement par la collégialité conciliaire ; en d'autres termes, entre une direction unique et un gouvernement collectif.
Dans ce cadre, les deux tendances s'affrontent au cours des conciles de Constance (1414-1418), qui, convoqué à l'initiative de l'empereur germanique Sigismond Ier, met un terme au Grand Schisme ainsi qu'il initie le projet d'une réforme du gouvernement de l'Église, et de Bâle (1431-1449) où l'emportent, du moins momentanément, les positions conciliaristes qui affirment la supériorité de l’assemblée des évêques sur le pape, arguant que le sujet du pouvoir est le corps des fidèles agissant à travers ses représentants au concile.
En réaction, le pape Eugène IV décide de déplacer le concile de Bâle à Ferrare en 1437 où il accueille une imposante délégation orientale dans le double objectif de trouver un accord avec l'Église Byzantine — qui, davantage motivée par la pression que les ottomans font peser sur les restes de l'empire Byzantin, comprend mal ces disputes de l'église latine sur une primauté pontificale qu'elle-même conteste — et de juguler le parti conciliariste qui s'enferme alors dans une logique schismatique en élisant son propre pape en la personne du duc de Savoie Amédée VIII, intronisé en 1439 sous le nom de Félix V.
Déplacé ensuite à Florence, le concile déclare nulles toutes les décisions prises par les conciliaristes de Bâle et affirme avec force la primauté de l'évêque de Rome dans une formulation toutefois ambigüe qui ménage à la fois cette primauté et les privilèges des patriarches orientaux. Le texte de Florence aménage ainsi un compromis ente le « synodalisme » radical des Églises grecques et le « papalisme » radical de l'Église Latine : la primauté romaine doit en effet être comprise « selon ce qui est contenu dans les actes des conciles œcuméniques et les sacrés canons » tout en maintenant « tous les droits et privilèges des patriarches [orientaux] », le pape n'ayant pas de droit d'intervention dans les autres patriarcats, ne pouvant juger un patriarche devant son tribunal ni convoquer seul un concile.

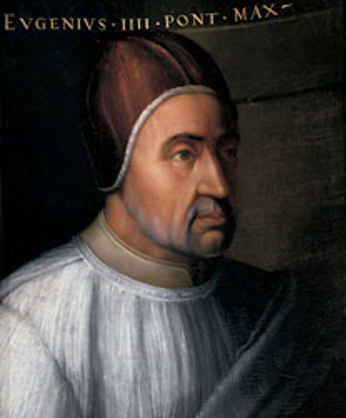
Portrait d'Eugène IV par Cristofano dell'Altissimo vers 1553-1556 (d’après un original de Jean Fouquet datant de 1443-1445), Galerie des Offices.

En Orient, cette « Union des Églises » négociée par quelques théologiens convaincus de la nécessité d'un rapprochement est rapidement et vivement contestée par la majorité du clergé oriental au point que, sous la houlette de Marc d'Éphèse, les signataires orientaux se désavouent progressivement : proclamée par Isidore de Kiev en 1452, l'union est finalement dénoncée en 1454 par le patriarche placé à la tête du siège de Constantinople par les autorités ottomanes, Gennadios Scholarios. Le parti antilatin produit en outre une « Synaxe des Orthodoxes » développant une nouvelle ecclésiologie qui, truffée d'emprunts au vocabulaire romain, affirme que Constantinople détient les anciennes prérogatives romaines et la prééminence sur les autres patriarcats : l'Église de Constantinople se présente à son tour comme l'« Église universelle » ou « catholique », l'Église-mère que son homologue de Rome prétend incarner.
À l'issue de cette période, la situation de l'autorité pontificale est contrastée : si la prise de Constantinople en 1454 a mis un terme aux velléités de réconciliation avec l'Église de Constantinople, la reconnaissance de la primauté par les Orientaux au concile de Florence a néanmoins renforcé la légitimité de l'évêque romain face aux conciliaristes et ouvre d'ailleurs à d'autres accords avec les Églises syrienne, arménienne, copte et chaldéenne, même s'ils ne sont pas toujours suivis d'effets. Le parti conciliariste se trouve discrédité, les velléités de réforme du gouvernement de l'Église abolies par les successeurs d'Eugène IV, et les conciles ne deviennent plus qu'exceptionnels dans la vie de l'Église romaine.
D'un autre côté, si les rois et princes européens se sont gardé de prendre trop ouvertement parti dans la crise, le pouvoir politique en profite pour renforcer l'indépendance des Églises nationales et l'indépendance des États vis-à-vis de Rome, à l'instar de la publication en 1438 en France de la Pragmatique sanction de Bourges qui, associant pouvoir royal et clergé, traduit le renforcement du gallicanisme. En outre, si le conciliarisme est circonscrit, il reste vivace et constitue le ferment du profond mouvement de réforme qui bouleverse la chrétienté occidentale au siècle suivant.

### Réformes protestantes
Lorsque Luther et Calvin, reprenant et amplifiant certaines revendications de Jan Hus, provoquent les schismes protestants au XVIe siècle, ils refusent l'existence d'une hiérarchie ecclésiale instituée par Dieu : pour eux le clergé est une émanation du peuple chrétien. Ils refusent donc toute autorité au pape.
Dans un premier temps, l'anglicanisme ne refuse que la juridiction pontificale. Puis très vite, sous l'influence de la Réforme, il refuse aussi la primauté en matière de foi et de mœurs.

### Contre-Réforme etXVIIIesiècle

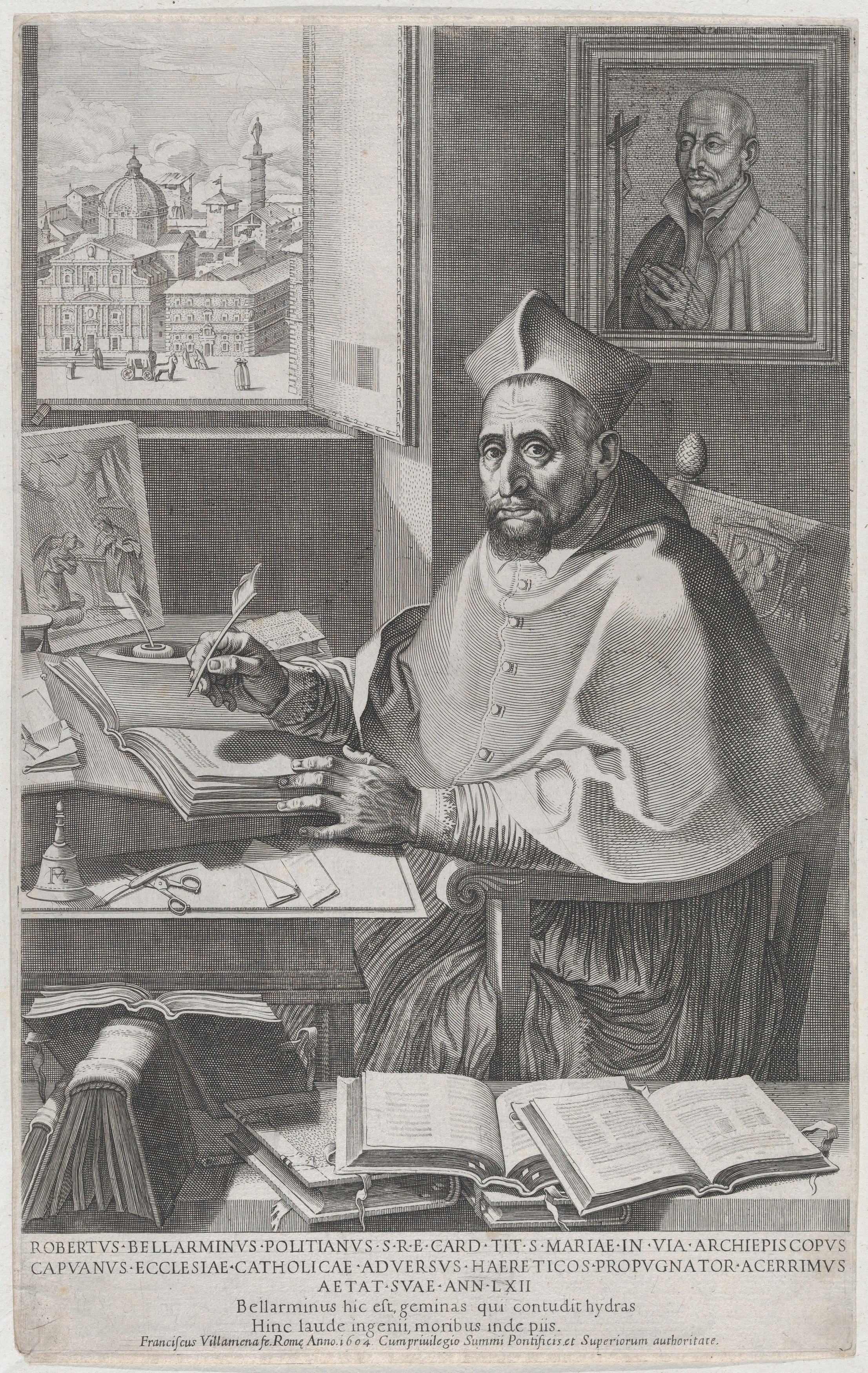
Le cardinal Bellarmin à son bureau, gravure de Francesco Villamena, 1604, Metropolitan Museum of Art.

Consécutivement à la Réforme, à partir de la seconde moitié du XVIe siècle, lorsqu'une politique plus active de la papauté qui multiplie les promulgations normatives se développe concomitamment à un affaiblissement temporaire du pouvoir séculier, l’épiscopat tend à de plus en plus se référer à Rome, où Pie IV, en instituant la Congrégation du concile, réserve à l'évêque de Rome le droit exclusif d’interprétation du concile de Trente.
En outre, la doctrine relative à la primauté romaine évolue entre autres avec un durcissement de la conception de l’infaillibilité pontificale, notamment sous l'influence des jésuites — ils concentrent alors en leurs mains la science théologique ainsi que toute l’éducation catholiques qui leur permet de diffuser largement la doctrine de la primauté romaine — et particulièrement de Robert Bellarmin (1542-1621) qui envisage « l’Église comme une monarchie pontificale et l’autorité du pape comme le garant suprême de la vérité ».
Néanmoins, cette conception et l’effet croissant du centralisme romain vont susciter de sérieuses oppositions jusqu'à la fin du XVIIIe siècle: en France, le gallicanisme reste virulent tandis que le Saint-Empire connait, sous la houlette des princes-évêques et des archevêques-électeurs — qui entendent conserver les prérogatives des chapitres cathédraux lors des élections épiscopales —, une poussée épiscopaliste qui, s'appuyant notamment sur le concordats germanique conclu à Vienne en 1448, amène l’Église impériale à s'opposer à Rome au nom des Libertés de la Nation.
La seconde moitié du XVIIIe siècle voit l'émergence du fébronianisme, un épiscopalisme catholique réformateur (Reformepiskopalismus) qui – aspirant à revenir à la dynamique synodale ou collégiale des premiers siècles de l'Église — appelle à renforcer l’autorité épiscopale face au pape tandis qu'avec Joseph II se développe le « joséphisme » qui oriente strictement la politique ecclésiastique contre la curie romaine en plaçant l'administration religieuse de l'Église romaine sous la tutelle de l'Empire.

### Les conciles Vatican I et II

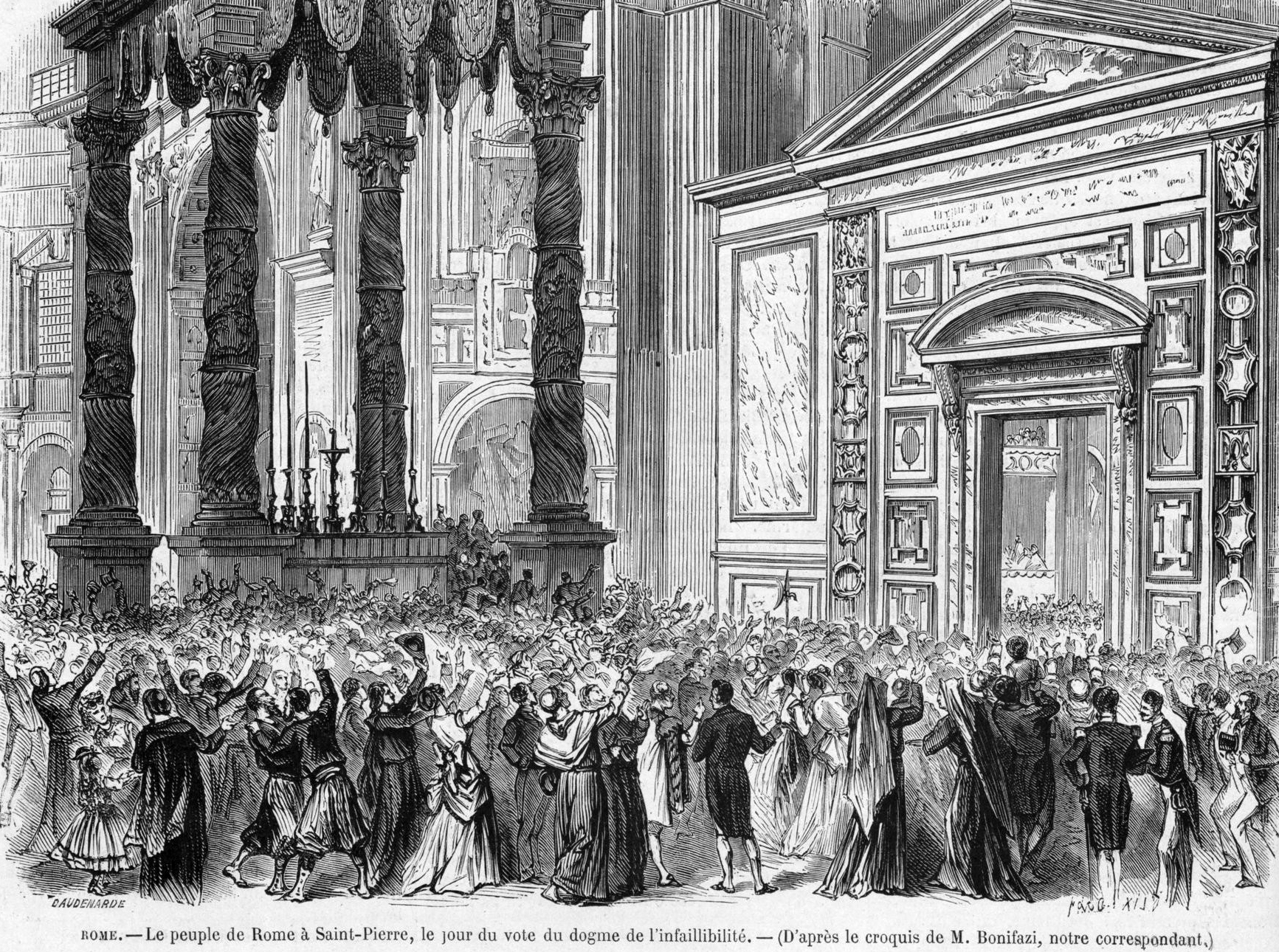
Le peuple de Rome dans la basilique Saint-Pierre le jour du vote de l'infaillibilité du pape le 18 juillet 1870, gravure de L. Daudenarde, Le Monde Illustré no 696.

C'est à l'occasion du concile Vatican I que la notion de primauté pontificale fait l'objet d'une première définition dogmatique avec la promulgation de la constitution Pastor Æternus le 18 juillet 1870. Le magistère romain, s'inspirant de la définition de la primauté dégagée au concile de Florence, fonde sa justification ecclésiologique et théologique en combinant trois passages des évangiles canoniques, des textes dits « de la promesse » :  selon Matthieu 16, 18 et selon Jean 21, 15-17 auxquels s'ajoute selon Luc 22, 32. Le principe de primauté est en outre renforcé par la proclamation du dogme de l’infaillibilité pontificale selon lequel selon lequel le pape ne peut se tromper dans son pouvoir ordinaire et extraordinaire lorsqu'il s'exprime ex cathedra en matière de foi et de morale et qui « couronne le renforcement de l'autorité romaine ».
Au XXe siècle, le concile Vatican II réaffirme que Pierre a été « établi par le Christ Seigneur chef de tous les apôtres et tête visible de toute l'Église » et a reçu une primauté d'honneur mais également de « juridiction véritable et proprement dite », qu'il tient « directement et immédiatement du Christ ». Si les termes les utilisés au cours des deux conciles du Vatican ne changent guère de l'un à l'autre, l’ecclésiologie qu'ils développent connaît une inflexion dans la mesure où, là où Vatican I voit l’Église à partir de son « chef », l’évêque de Rome, Vatican II la voit en partant des évêques qu’il considère comme les « successeurs des apôtres », Vatican II « [portant] à pleine maturité la réflexion inachevée de Vatican I en comprenant [de la sorte] la primauté dans sa relation avec l’épiscopat universel ».
En réaffirmant l’importance du collège des évêques, Vatican II ouvre ainsi la voie à plus de collégialité par le recours à la consultation du corps épiscopal à travers la mise en place de synodes réguliers. Toutefois, si la collégialité est depuis régulièrement mise en valeur dans le discours de l'Église romaine et plus particulièrement sous le pontificat du pape François, ne connaissant toujours pas de véritable expression institutionnelle ou de statut doctrinal, elle est demeure peu mise en œuvre.